# Ford Model TT
Il Model TT era un autocarro dalla capacità di circa 900 kg realizzato dalla Ford a partire dalla Model T. Il telaio era stato rinforzato ed era stato montato un nuovo assale posteriore. Di solito veniva venduto come base sulla quale poi allestire il veicolo a seconda delle necessità. La produzione iniziò intorno agli anni venti ma la produzione in massa di questo mezzo fu effettuata tra il 1925 e il 1927.
All'inizio il costo di acquisto era di 600 dollari che scesero a 325 dollari  nel 1926. a partire dal 1924 il Ford Model TT poteva essere acquistato già allestito direttamente dalla fabbrica. Nel 1925 furono installati i tergicristalli ad azionamento manuale .

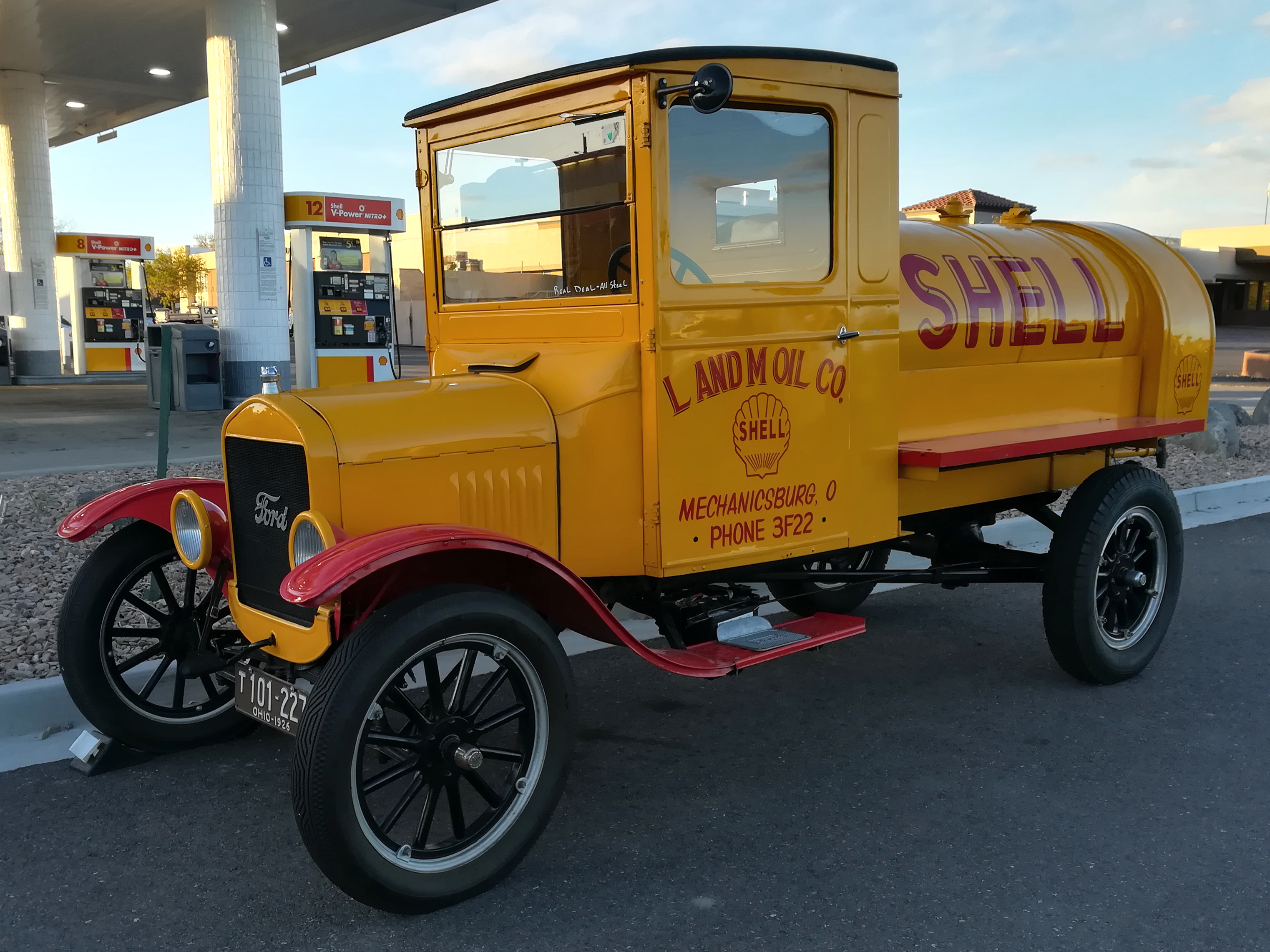
Un Ford Model TT del 1926 utilizzato dalla società Shell

## Produzione
Negli Stati uniti sono stati prodotti un totale 1.485.164 esemplari, così suddivisi nei dieci anni nei quali è stato costruito
| Anno | Produzione |
| ---- | ---------- |
| 1917 | 3          |
| 1918 | 41.105     |
| 1919 | 70.816     |
| 1920 | 53.787     |
| 1921 | 64.796     |
| 1922 | 154.039    |
| 1923 | 246.817    |
| 1924 | 259.118    |
| 1925 | 306.434    |
| 1926 | 213.914    |
| 1927 | 74.335     |

A questo totale vanno aggiunti i veicoli prodotti in Canada il cui numero non è noto.

## Trasmissione

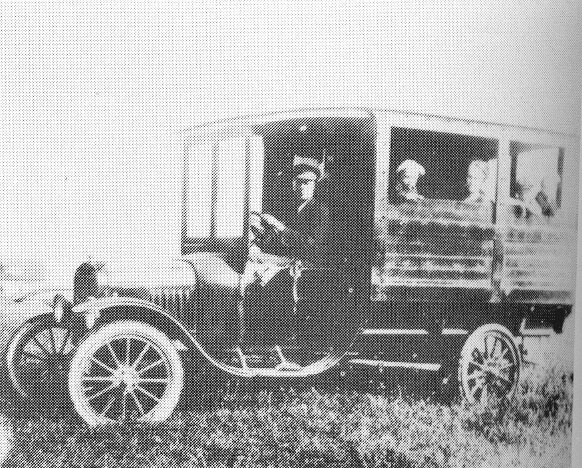
Un Ford TT autobus utilizzato in Svezia

Il Ford Model TT, a differenza della Ford T da cui era stato sviluppato, era dotato di una trasmissione a vite senza fine  e corona dentata. La vite senza fine era stata posizionata alla fine dell'albero di trasmissione e sopra la corona dentata. L'interasse del Model TT era di 3,175 metri (125 pollici) e risultava maggiore di quello della Model T che era di 2,540 metri (100 pollici). Il veicolo era spesso dotato di altri modelli di differenziali quali il Ruckstell o il Jumbo, che permettevano al veicolo di avere un rapporto intermedio tra le marce alte e basse, da utilizzare per le salite ripide.
Per la sua epoca il Ford Model TT era un veicolo affidabile, anche se più lento rispetto ad altri veicoli concorrenti. Con la trasmissione standard non era raccomandato di superare i 24 km/h (15 miglia/ora) e con la trasmissione speciale la velocità massima saliva a 35 km/h (22 miglia orarie) . Il rapporto di riduzione standard era di 7.25:1 e quello speciale di 5.17:1. A causa della sua velocità era stato realizzato un catalogo di parti speciali che permettevano di aumentare la potenza del mezzo.
Nel 1928 il veicolo venne sostituito dal Ford Model AA .